# Zhu Shijie
Zhu Shijie (Chino: 朱世杰, Hanqing 字漢卿，號松庭) ( mediados de la década de 1270?-1330?) también conocido como Chu Shih-Chieh fue uno de los más eminentes matemáticos chinos.
Se sabe poco acerca de su vida, aunque se conservan dos trabajos matemáticos de su autoría. Su introducción a los estudios matemáticos  (算學啟蒙, Suanxue qimeng) del año 1299 es un libro elemental de matemáticas. Zhu incluyó 260 problemas que explican operaciones de la aritmética y el álgebra. El libro también muestra como medir formas bidimensionales y cuerpos tridimensionales. El original en chino fue muy influyente en el desarrollo de las matemáticas en Japón y Corea. El libro original en chino se había perdido hasta que se hizo una traducción desde un ejemplar en coreano en 1839.
El segundo libro conservado de Zhu, titulado El precioso espejo de los cuatro elementos(四元玉鑒, Siyuan yujian) del año 1303, es su trabajo más importante. Con este libro Zhu llevó el álgebra china al más alto nivel. Incluye una introducción de su método de los cuatro elementos, que se usa para hablar de cuatro cantidades indeterminadas en una ecuación algebraica. Zhu aclaró también como encontrar raíces cuadradas y desarrolló el conocimiento de las series y las progresiones. El prefacio del libro explica como Zhu viajó por China enseñando matemáticas durante 20 años.